# Principaux secteurs d'activité en France

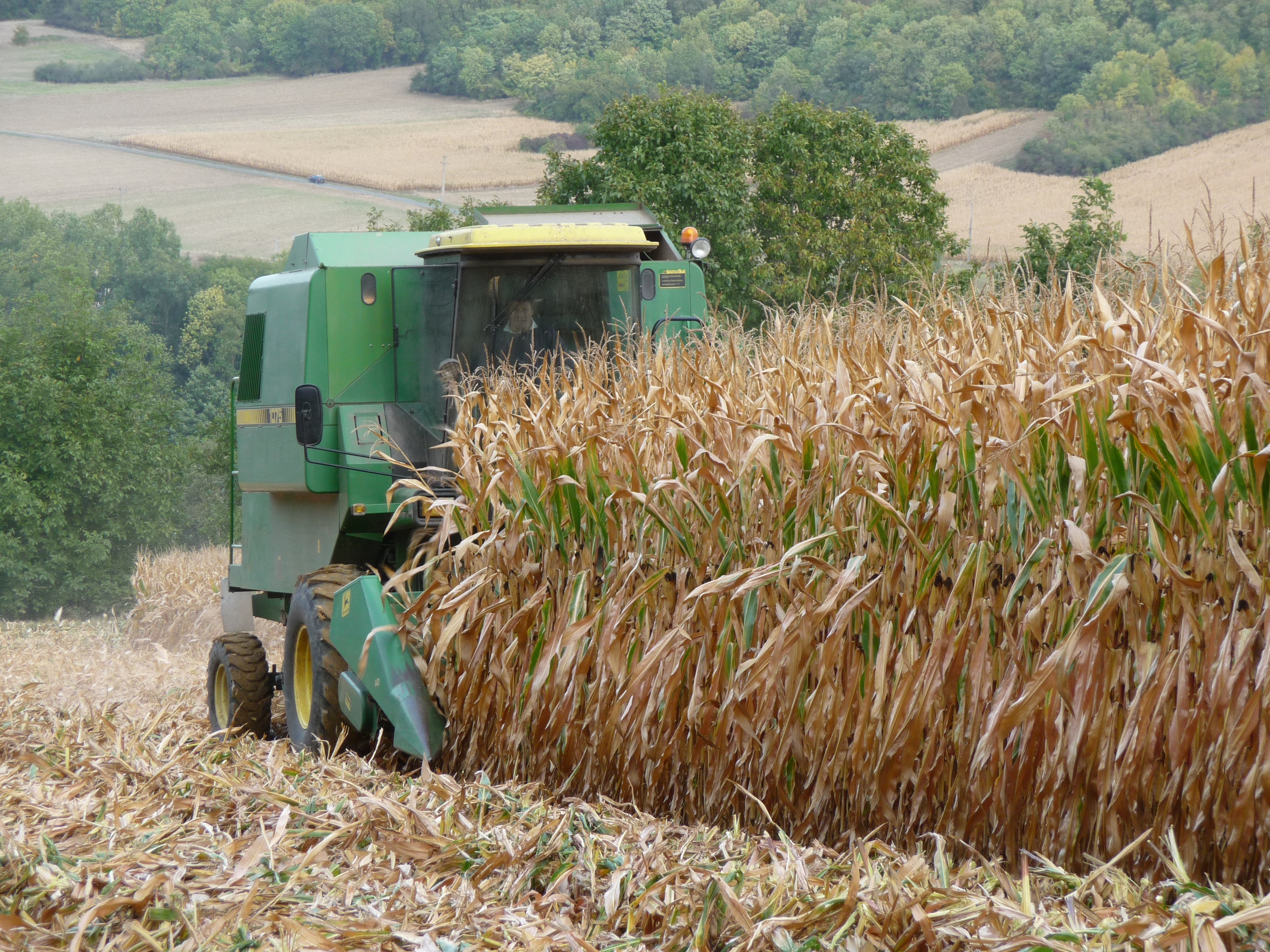
Une récolte de maïs à Épône, près de Paris.

Malgré le maintien à un haut niveau de l'agriculture et de l'industrie, l'économie française est aujourd'hui principalement une économie de services. Le secteur tertiaire s'autonomise peu à peu et devient le principal moteur de la croissance économique du pays.

## Agriculture et agroalimentaire
L'agriculture est longtemps restée un secteur majeur de l'économie française : en 1945, elle employait encore un tiers des actifs et restait relativement peu productive. Si la France a connu, à l'instar des autres pays industrialisés, des phénomènes d'exode rural et de chute de l'emploi agricole, ce dernier reste plus important que dans les autres pays d'Europe occidentale : l'agriculture employait 3 % des actifs en 2006, contre 2,5 % en Allemagne et 1,3 % au Royaume-Uni. L'agriculture française a été considérablement modernisée et mécanisée dans la seconde moitié du XXe siècle, notamment grâce à la politique agricole commune. La France compte 520 000 exploitations de 51 hectares en moyenne en 2006, faisant d'elle la première puissance agricole européenne. La spécialisation régionale de la France par type de production s'accentue, et les produits agricoles français sont souvent protégées par des appellations d'origine contrôlée, délimitant un terroir agricole. La France est le premier producteur de vin au monde, malgré la concurrence récente des vins du « Nouveau Monde », ; elle figure également parmi les premiers producteurs mondiaux de céréales, de sucre, de produits laitiers et de viande bovine. Plus de 80 % des produits exportés ont été transformés par des industries agro-alimentaires puissantes. Néanmoins, dans les années 2000, l'agriculture française fait face à des difficultés liées à la surproduction, à la pollution qu'elle suscite et à des revenus très inégaux entre les exploitants. De même, la pêche apparaît comme un secteur en crise.

## Industrie
La France est une des principales puissances industrielles mondiales. Malgré la tertiarisation de l'économie française, les entreprises industrielles représentaient 71,4 % du PIB et 79 % des exportations françaises en 2006. Son industrie est caractérisée par des évolutions paradoxales : à côté d'industries modernes et dynamiques, qui font de la France un des leaders mondiaux dans de nombreux domaines (automobile, aéronautique, aérospatiale, agro-alimentaire, électronique, nucléaire civil, pharmacie, cosmétique, luxe …), de nombreuses industries traditionnelles (mines, textile, bois, chaussure, construction navale, sidérurgie …) voient leurs effectifs et leurs chiffres d'affaires chuter, obligeant des régions entières (Nord-Pas-de-Calais et Lorraine notamment) à une douloureuse reconversion. À la décentralisation industrielle des années 1960, qui a permis le développement de nombreuses villes de l'ouest et du sud du pays, a succédé une désindustrialisation progressive qui s'explique parfois par des délocalisations vers des pays à la main d'œuvre peu onéreuse. Mais si la production se fait de plus en plus souvent à l'étranger, les entreprises françaises restent prédominantes dans de nombreux domaines. Certaines occupent la première place du marché mondial dans leur domaine (par exemple Areva dans la construction de centrales nucléaires, Danone dans les produits laitiers, L'Oréal dans les cosmétiques ou Michelin dans les pneumatiques). La coopération de la France avec ses voisins européens a permis la constitution d'entreprises de taille mondiale, comme Airbus SE, maison mère d'Airbus et un des deux leaders mondiaux de la construction aéronautique,.

## Énergie

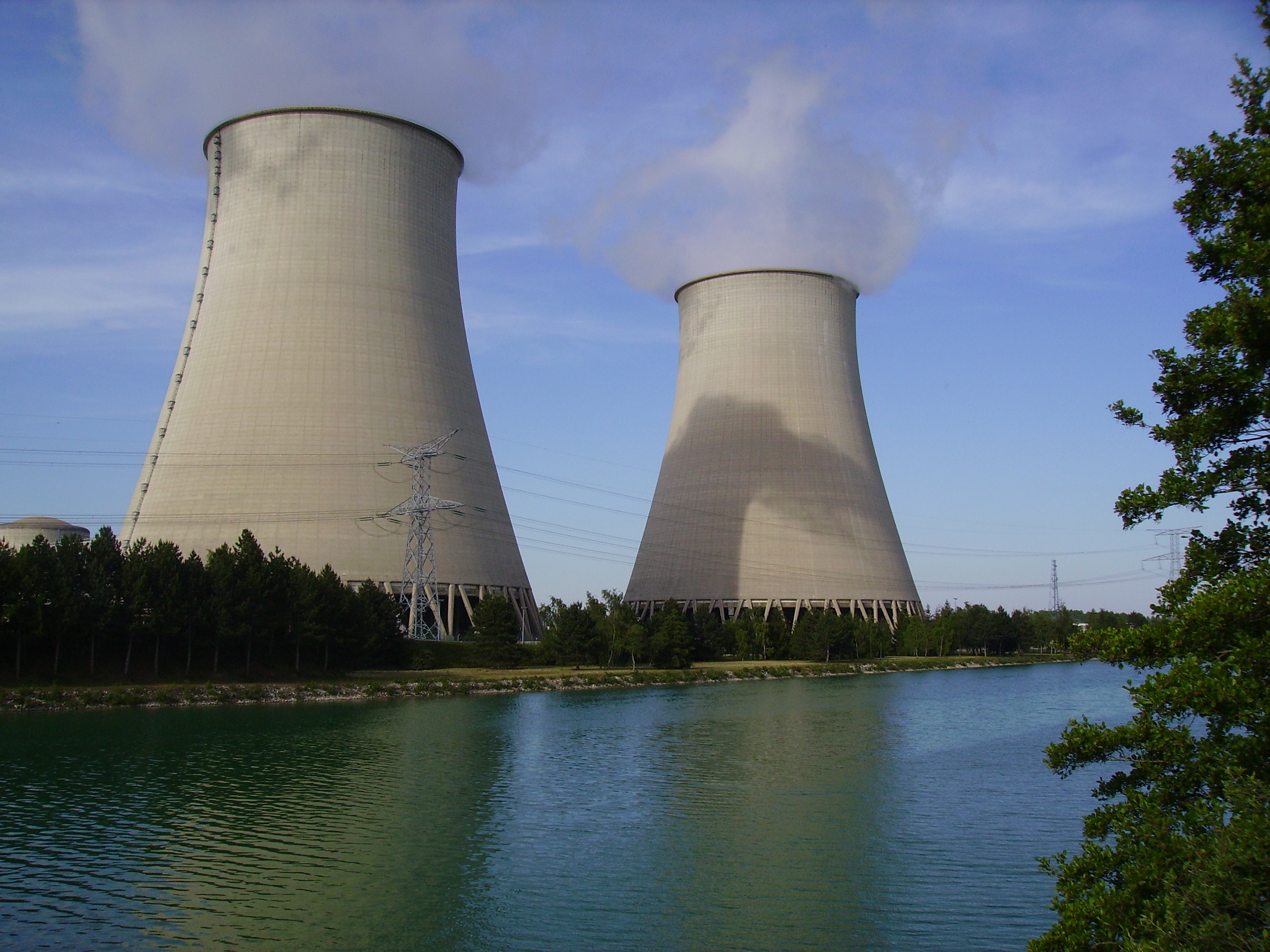
La centrale nucléaire de Nogent-sur-Seine opérée par EDF.

Après la disparition complète de la production française de charbon en 2005, le pétrole, le gaz et surtout l'électricité sont les principales énergies consommées en France. Si la France ne produit plus de pétrole brut que de façon marginale, les treize raffineries implantées sur le territoire permettent de satisfaire plus de 90 % de la demande nationale. Le groupe français Total, qui possède des concessions dans le monde entier, est la sixième entreprise mondiale et la cinquième du secteur. La part du gaz dans la consommation énergétique française a fortement augmenté depuis les années 1970, mais il s'agit à 97 % de gaz importé, notamment de Russie, d'Algérie et de la mer du Nord. En revanche, la France produit plus d'électricité qu'elle n'en consomme, notamment grâce à 59 réacteurs nucléaires (le second parc mondial après le parc américain) qui produisaient en 2008 plus de 76 % de l'électricité du pays. Quant aux énergies renouvelables, leur part dans la production électrique française augmente et s'établit en 2008 à plus de 13 %, en grande partie grâce à l’hydroélectrique.

## Commerce et artisanat
Depuis les années 1970, le secteur du commerce a été bouleversé par l'irruption de la grande distribution, qui représente les deux tiers des dépenses alimentaires des Français en 2008. Dès lors, de nombreux petits commerces ont disparu — 54 % des magasins de bricolage et 41 % des épiceries ont fermé leurs portes au cours des années 1990 — même si l'on assiste aujourd'hui à une timide reprise, notamment dans les centres-villes. La puissance de quelques grandes entreprises de la grande distribution — Carrefour par exemple est le deuxième groupe mondial du secteur — leur permet d'imposer, dans une certaine mesure, des prix bas aux producteurs.
Malgré la concurrence des entreprises industrielles, l'artisanat de son côté est parvenu à conserver une place importante dans l'économie française. La majorité des 900 000 entreprises du secteur sont des entreprises individuelles, et 39 % appartiennent au secteur du bâtiment.

## Tourisme

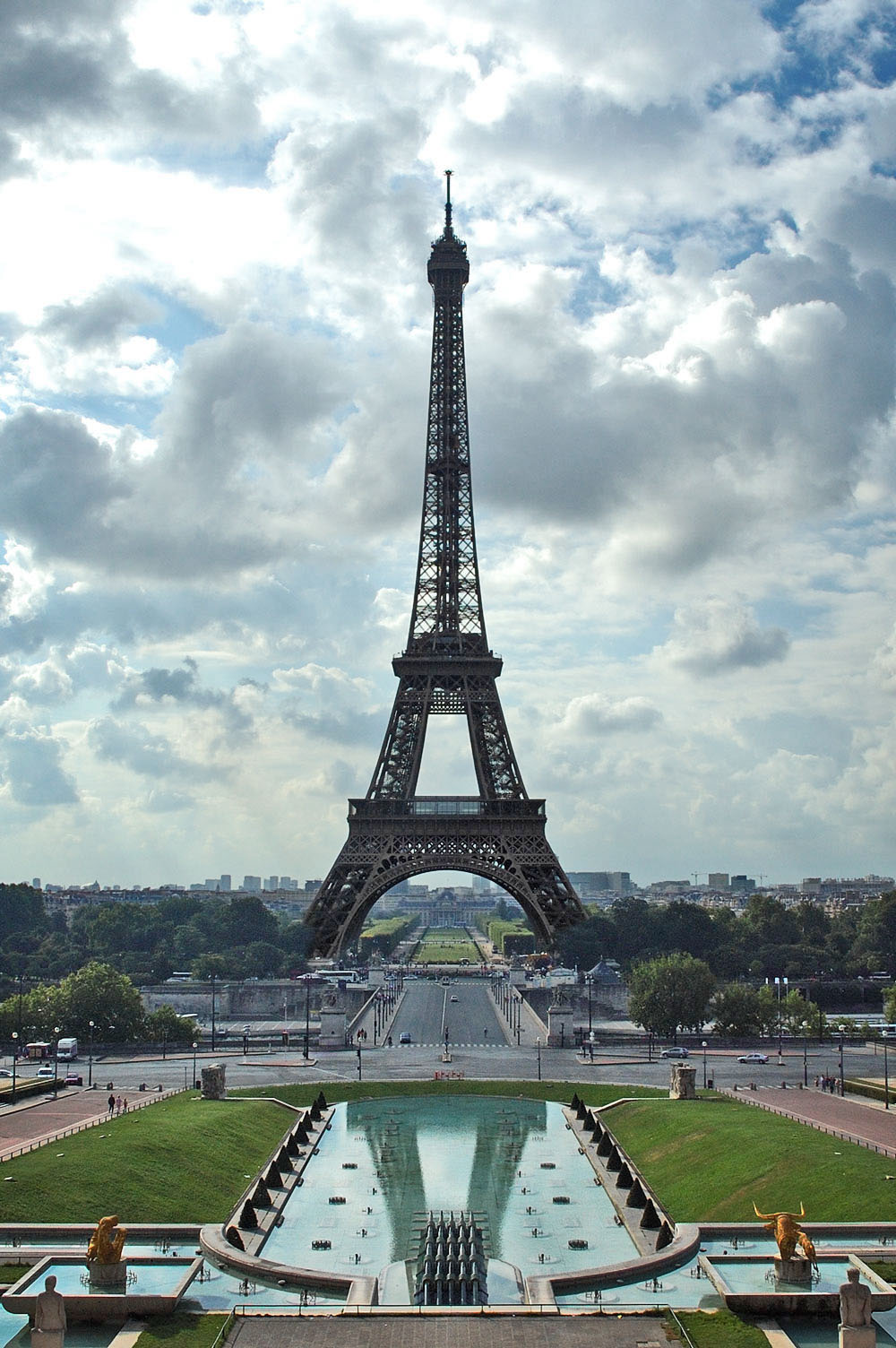
La tour Eiffel à Paris, un des monuments payants les plus visités au monde.

La France est le pays le plus visité au monde par les touristes étrangers, mais seulement le troisième pays au monde pour les recettes liées au tourisme international, ; par ailleurs, le tourisme international ne représente qu'un tiers du total des nuitées touristiques,. Le secteur du tourisme représentait en 2005 894 000 emplois directs, et au moins autant d'emplois indirects. Plus de 1,3 milliard de nuitées ont été effectuées par des touristes en France en 2007, dont une partie dans les 3,178 millions de résidences secondaires du pays. Les motifs de ce tourisme sont variés : il s'agit tout à la fois d'un tourisme culturel (notamment à Paris), balnéaire (notamment sur la Côte d'Azur), naturel, d'affaires (Paris est la première destination mondiale pour ce type de tourisme), de loisirs (Disneyland Paris est de loin le parc d'attractions le plus fréquenté d'Europe) et de sports d'hiver (dans les Alpes du Nord notamment). Le tourisme bénéficie de l'aide des pouvoirs publics, notamment par l'aménagement des littoraux languedociens et aquitain, des stations alpines et de parcs naturels nationaux ou régionaux. Néanmoins, les tourismes balnéaire et montagnard contribuent à dénaturer et dégrader l'environnement des régions concernées,. Les sites touristiques payants les plus fréquentés sont dans leur majorité des sites parisiens ou franciliens (Disneyland Paris, Musée du Louvre, Tour Eiffel, Château de Versailles …) ; quelques sites de province attirent néanmoins un tourisme nombreux, comme les châteaux de la Loire, le Mont-Saint-Michel ou le parc du Futuroscope.

## Télécoms et Internet
Le secteur des Télécoms constitue l’un des leviers de la croissance et de la compétitivité française. Entre 2000 et 2008, un quart de la croissance provenait du numérique. En 2011, les  télécoms étaient  le 1er critère d’attractivité de la France pour les investisseurs étrangers. Avec 6,4 milliards d’euros d’investissements par an, le secteur des télécoms est le 1er secteur privé à investir dans les infrastructures. 
Le secteur représentait, en 2010, 300 000 emplois en France (dont 126 000 pour les opérateurs de télécommunications). Le développement du Très Haut Débit pourrait permettre la création de 100 000 emplois supplémentaires.

## Recherche
La France consacre une part moyennement élevée de son PIB à la recherche et développement (2,02 % en 2009), mais ces dépenses sont davantage financées par le secteur public (41 % en 2008) et consacrées à la recherche fondamentale que dans les autres pays de l'Union européenne et a fortiori de l'OCDE. Si la recherche française est à l'origine de nombreuses découvertes et a été récompensée à de multiples reprises (voir infra), le nombre de brevets déposés par des entreprises françaises est relativement faible, d'autant que les relations entre les entreprises privées et la recherche publique sont souvent jugées médiocres. 
La plupart des chercheurs travaillent dans des centres de recherche publics, comme le CNRS (Centre national de la recherche scientifique). Depuis 2002, la plupart de ces centres de recherche sont organisés en réseaux avec des universités et des entreprises, pour former des pôles de compétitivité (71 en 2007).

## Finance et assurance

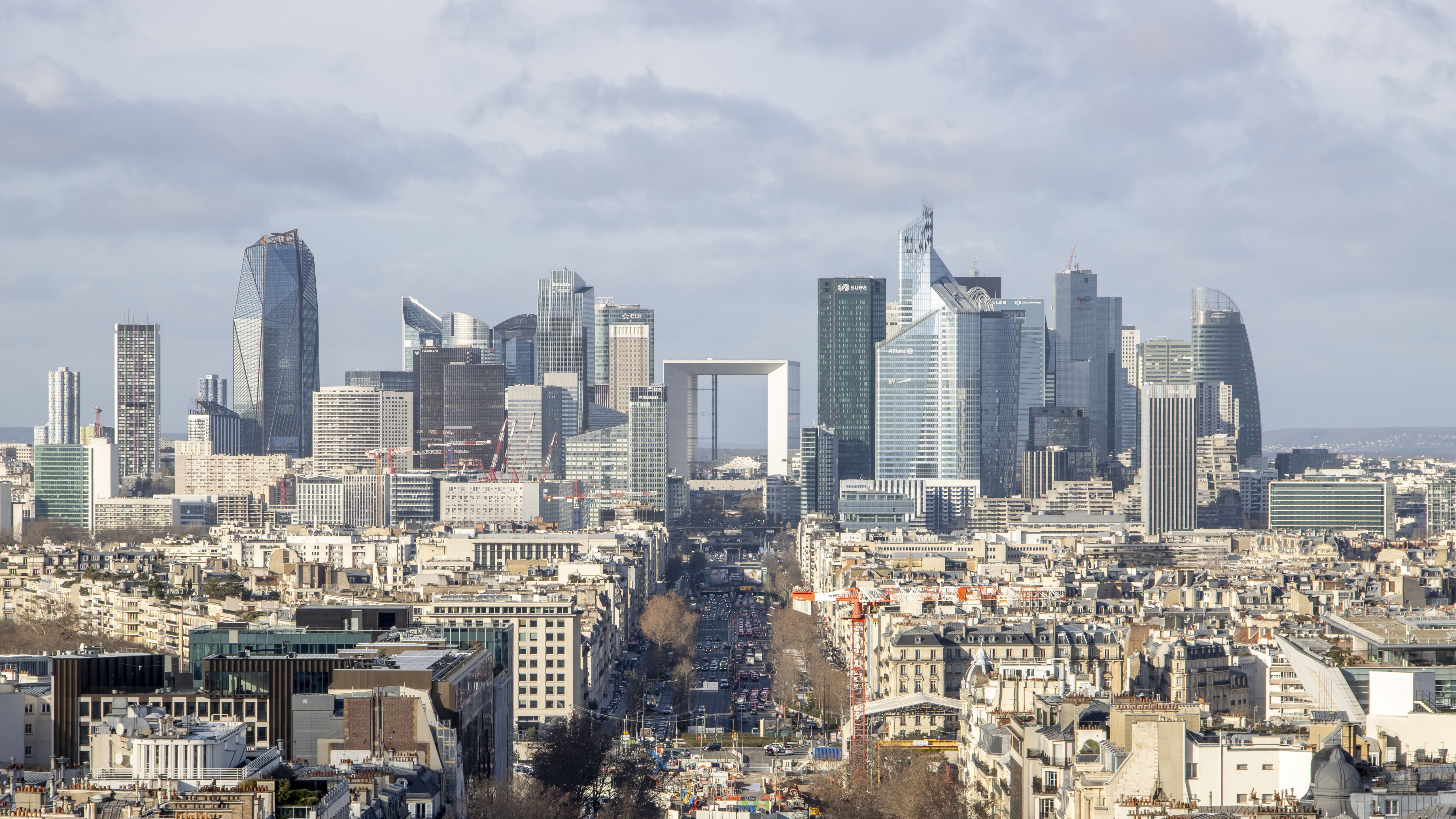
Le quartier d'affaires de La Défense dans la banlieue parisienne, le premier d'Europe par l'étendue de son marché de bureaux.

Le secteur bancaire français a longtemps été caractérisé par sa faible concentration, par la ferme réglementation qui l'encadrait et par la part importante du secteur public, mais cette situation a changé au cours des années 1990 et 2000. Les banques françaises Société générale et Crédit agricole se placent respectivement aux neuvième et dixième places mondiales du secteur en 2009. Le secteur des assurances occupe également une place importante dans l'économie française, AXA étant la première compagnie d'assurance européenne.
La bourse de Paris, filiale d'Euronext depuis 2000, est le marché officiel des actions en France. L'indice CAC 40, qui regroupe les cours de 40 actions parmi les plus échangées, représentait une capitalisation totale de plus de 1 000 milliards d'euros fin 2009.